# Coromandel Volcanic Zone
Die Coromandel Volcanic Zone (CVZ) war eine ehemals aktives Vulkanfeld auf der Nordinsel von Neuseeland.

## Geographie

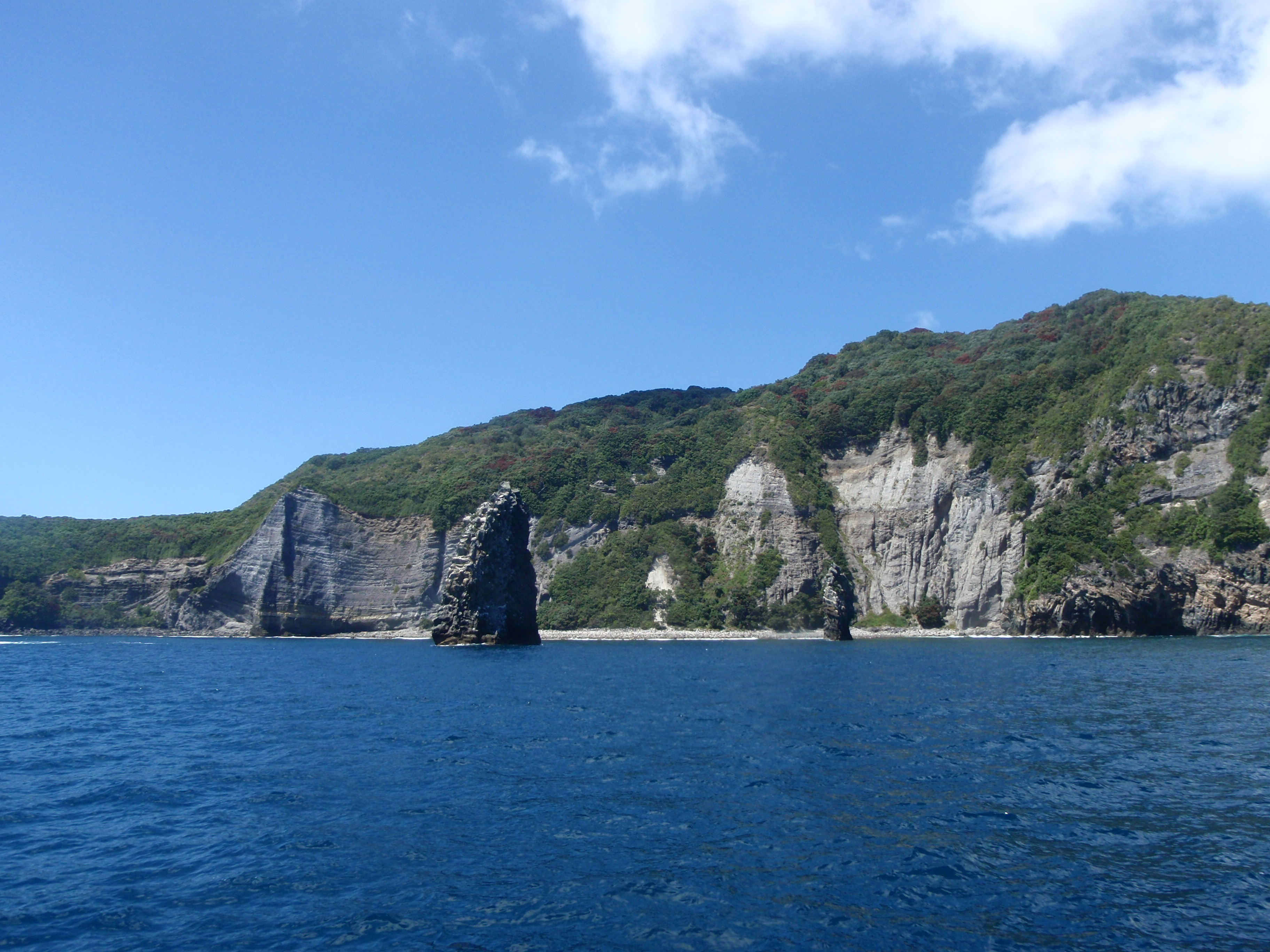
Steilküste mit geologischen Strukturen von Mayor Island / Tūhua

Das Gebiet der Coromandel Volcanic Zone reicht von der Insel Great Barrier Island über die Coromandel Peninsula bis zum südlichen Ende der Kaimai Range und schließt die östlich der Coromandel Peninsula liegenden Inseln wie Cuvier Island, Mercury Islands, The Aldermen Islands, Slipper Island, Mayor Island / Tūhua und Motiti Island mit ein.
Die Insel Te Hauturu-o-Toi / Little Barrier Island, obwohl auch vulkanischen Ursprungs und nur 18 km westlich von Great Barrier Island gelegen, ist insofern eine Besonderheit und wird nicht zur Coromandel Volcanic Zone gezählt, als sie in der Hauraki Rift (Graben) liegt und eine andere Entstehungsgeschichte aufweist.

## Geologie
Die Geologische Geschichte der Coromandel Volcanic Zone lässt sich in fünf Abschnitte unterteilen. Die ersten beiden Phasen betreffen Neuseeland insgesamt, als sich das Basisgestein der Grauwacke bildete und sich Neuseeland mit Zealandia vor rund 80 Millionen Jahren vom Urkontinent Gondwana abtrennte und vor rund 30 Millionen Jahren zum größten Teil unter dem Meeresspiegel lag.
In der dritten Phase, die vor rund 25 Millionen Jahren begann, kam dann die Gegend um die heutige Coromandel Peninsula in das Spannungsfeld der beiden konvergierenden Kontinentalplatten, der Pazifischen Platte und der Australischen Platte, was vor 18 Millionen Jahren beginnende vulkanische Aktivitäten zunächst im Bereich von Great Barrier Island und im nördlichen Teil der Coromandel Peninsula zur Folge hatte und mit der Bildung von Andesit-Gestein rund 14 Millionen Jahre andauerte.
In der vierten Phase, die vor 12 Millionen Jahre begann, änderte sich langsam die chemische Zusammensetzung der austretenden Lava, die die Bildung von Rhyolith mit einschloss. Auch wanderten die vulkanischen Aktivitäten, die denen der Taupō Volcanic Zone mit ihren hydrothermalen Aktivitäten von heute vergleichbar waren, zur Ostseite der Coromandel Peninsula, wo heute noch Rhyolith-Kerne ehemaliger Vulkane zu finden sind.
In der fünften und letzten Phase bildeten sich lokale Vulkanfelder in Northland, im Raum Auckland und Mercury Islands mit Basalt-Gestein aus.

## Nachweise ehemaliger Vulkane

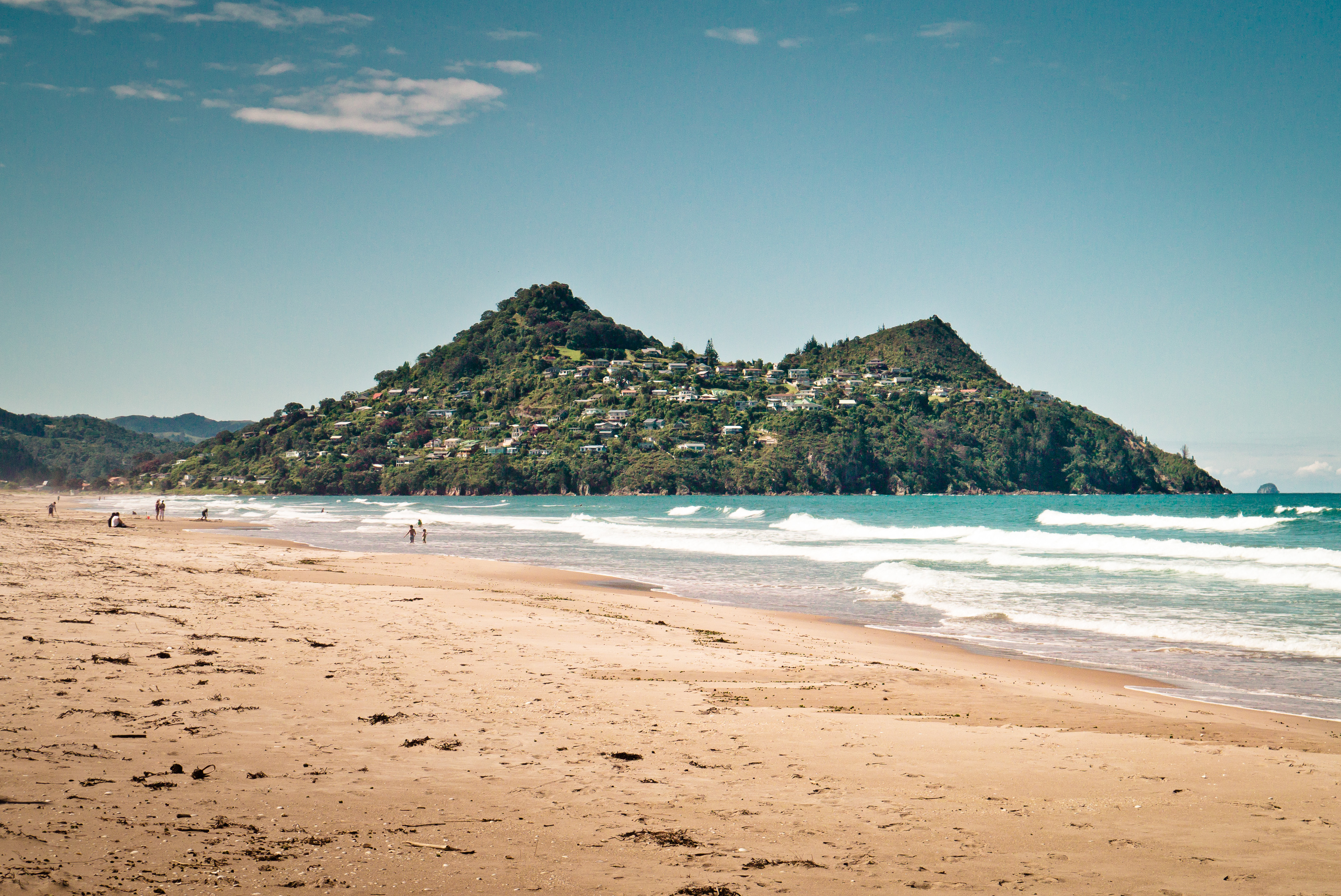
Mount Paku mit zwei Lavadome

### Calderas
Auf der Coromandel Peninsula befinde sich an vier Orten Calderas ehemaliger Vulkane, in Waihi, wo in der Martha Mine Gold und Silber abgebaut wird, bei Whiritoa die Tunaiti-Caldera, nordwestlich von Whangamatā die Wharekawa-Caldera und die Kapowai-Caldera, westlich von Tairua.
Ebenso kann noch auf Mayor Island / Tūhua ein 2,0 km bis 2,8 km weite Caldera des 320 m hohen Tutaretare besichtigt werden.

### Lavadome
Ein in Neuseeland bekannter Lavadom ist der Mount Maunganui, bei Tauranga. Mit einer Höhe von 231 m ist der direkt an der Hafeneinfahrt zum Tauranga Harbour liegende Kern des ehemaligen Vulkans weit über die Küste hin sichtbar und ein Wahrzeichen von Tauranga geworden.
Ein weiterer Lavadom kann in dem Ort Tairua an der Ostküste der Coromandel Peninsula betrachtet werden. Der Mount Paku genannte Berg, der direkt am Eingang zum Tairua Harbour liegt, besitzt zwei Spitzen ehemaliger Vulkankerne, von denen die höhere eine Höhe von 179 m aufweist.

### Thermalquellen
Eine der bekanntesten Thermalquellen der Coromandel Peninsula liegen am Hot Water Beach, 12 km südöstlich von Whitianga. Direkt am Strand steigt dort an einigen Stellen bis zu 64 °C warmes Wasser durch den Sand an die Oberfläche auf und vermischt sich mit dem Seewasser. Touristen schaffen sich dort gerne kleine Vertiefungen im Sand und nutzen das warme Wasser zum Baden und Verweilen.
Eine weitere bekannte Thermalquelle mit bis zu 39,5 °C warmen Pools liegt in dem Ort Athenree.